# 久米穣
久米 穣（くめ みのる、1931年 - 2006年1月）は、日本の児童文学者、翻訳家、漫画原作者、脚本家。

## 人物
久米元一の子として神奈川県鎌倉市に生まれる。文化学院文科卒業。主として児童文学の創作、再話を行い、シャーロック・ホームズシリーズや「怪盗ルパン」シリーズの少年向け翻訳も手がけた。漫画原作も多い。2001年日本児童文芸家協会特別賞を受賞。
久米みのる名義での執筆も存在する。

## 著書
- 『マッハ三四郎』（講談社） 1960 - 1961
- 『競走自動車』（少年画報社、少年文庫） 1963
- 『きえる快速車』（曙出版） 1963
- 『戦うケネディ』（講談社、少年少女世界の名著） 1966
- 『スピードへの挑戦』（偕成社、少年少女世界のノンフィクション） 1968
- 『かえるの王さま』（偕成社、こども絵文庫） 1971
- 『アフリカ大陸横断』（集英社、ジュニア版世界の冒険） 1971
- 『へんしんバットのひみつ』（岩崎書店、あたらしいSF童話） 1985.4
- 『ベーブ＝ルース』（講談社、少年少女伝記文学館） 1989.1
- 『ヘレン・ケラー』（小学館、新訂版オールカラー世界の伝記） 1993.5

## 翻訳・再話
- 『きのこ星たんけん』（The Wonderful Flight to the Mushroom Planet、カメロン(Eleanor Cameron)、講談社、現代児童名作全集2） 1957
- 『大平原の名犬』（バレンタイン(Robert Ballantyne)、偕成社、名作冒険全集13） 1957
- 『恐怖の月爆弾』（Peter and the Moon Bomb、モグリッジ(Stephen Mogridge)、講談社、少年少女世界科学冒険全集24） 1957
- 『百万ドル真珠事件』（ビガーズ(E. D. Biggers)、講談社、少年少女世界探偵小説全集14） 1958
- 『まほうのボール』（The Magic Ball from Mars、バイミラー(C. L. Bimiller)、講談社、現代児童名作全集11） 1958
- 『魔の透明犯人』（ガストン・ルルー、講談社、少年少女世界探偵小説全集23） 1959
- 『ふしぎの国のアリス』（ルイス・キャロル、偕成社） 1960
- 『慧星旅行』（Hector servadac、ベルヌ、偕成社、世界科学・探偵小説全集17） 1964
- 『彗星飛行』（Hector servadac、ベルヌ、偕成社） 1964
- 『鍵のない家』（The House Without a Key、ビガース、偕成社、世界推理・科学名作全集19） 1964
- 『冒険船長オズボーン / ヨット世界の海をゆく』（オズボーン(Dod Orsborne) / スローカム(Joshua Slocum)、偕成社、少年少女世界のノンフィクション15） 1966
- 『とうめい人間』（ウエルズ、偕成社、SF名作シリーズ4） 1967
- 『赤毛の悪魔』（フィルポッツ、ポプラ社、ジュニア世界ミステリー17） 1968
- 『謎の空中戦艦』（Maître du monde、ベルヌ、偕成社、ベルヌ名作全集5） 1968
- 『恐竜物語』（アンドリュース、講談社、世界の名作図書館49） 1968
- 『悲劇の少女アンネ』（シュナーベル(Ernst Schnabel)、偕成社、少年少女世界のノンフィクション23） 1968、のち『少女アンネ - その足跡』（偕成社文庫） 1978
- 『地球爆発』（ワイリー、バルマー、偕成社、SF名作シリーズ16） 1968
- 『宇宙っ子マーチン』（スロボトキン(Louis Slobodkin)、偕成社、世界のこどもエスエフ） 1969
- 『空とぶ怪じゅう』（At the Earth's Core、バローズ、偕成社、名作アニメート絵話17） 1969
- 『わたしは死にたくない』（アーノシー(Christine Arnothy)、偕成社、世界のこどもノンフィクション4） 1969
- 『ほら男爵の冒険』（ミュンヒハウゼン、集英社、少年少女世界の名作25） 1969
- 『宇宙船ビーグル号の航海』（ボークト、集英社、ジュニア版世界のSF10） 1969
- 『消えた大統領』（The President Vanishes、スタウト、偕成社、世界探偵名作シリーズ10） 1970
- 『野生のピッパと暮して 猛獣チータを育てた愛の物語』（アダムスン、偕成社、少年少女世界のノンフィクション29） 1971
- 『惑星からきた少年』（Down to Earth、パトリシア・ライトソン、あかね書房、少年少女世界SF文学全集5） 1971
- 『恐竜をもとめて』（アンドリュース、講談社、少年少女講談社文庫） 1972
- 『ふしぎ博士のふしぎな発明』（ド・フリース(Leonard de Vries)、講談社、少年少女講談社文庫） 1972
- 『黒ねこ』（E・A・ポー、朝日ソノラマ、少年少女世界恐怖小説） 1972
- 『ああ無情』（ユーゴー、金の星社、こども世界の名作） 1972
- 『野性のガラヤカ』（Gara-Yaka、バラディ(Desmond Varaday)、集英社、世界の動物名作25)  1972
- 『101匹わんちゃん大冒険』（ドディー・スミス(Dodie Smith)、講談社） 1972
- 『マルタの鷹』（ハメット、集英社、ジュニア版世界の推理)  1972
- 『宇宙戦争』（ウェルズ、集英社、母と子の名作文学42） 1973
- 『魔境アマゾン』（Amazon Adventure、ウイラード・プライス、集英社、ハルとロジャーの冒険大作戦1） 1973
- 『図鑑 世界の戦車』（アルミン・ハレ, カルロ=デマン、講談社、少年少女講談社文庫)  1974
- 『なぞの038事件』（There Was an Old Woman、エラリー・クイーン、あかね書房、推理・探偵傑作シリーズ20)  1974：『靴に棲む老婆』のジュブナイル
- 『チモレオンの世界りょこう』 全5巻（ジャック・ガラン、金の星社） 1974
  - 『チモレオン ヨーロッパへ行く』
  - 『チモレオン アフリカへ行く』
  - 『チモレオン オセアニアへ行く』
  - 『チモレオン アメリカへ行く』
  - 『チモレオン アジアへ行く』
- 『人食い島横断』（Cannibal Adventure、ウイラード・プライス、集英社、ハルとロジャーの冒険大作戦12） 1974
- 『ジャミーとアワジンのバレンランド脱出作戦』（ファーレイ・モウワット、評論社） 1974
- 『ロミオとジュリエット』（ラム、集英社、ジュニア版世界の文学2） 1974
- 『バイキング墓の宝』（ファーレイ・モワット、評論社、児童図書館・文学の部屋） 1976.2
- 『スポック博士のしつけ教育』（ベンジャミン・スポック、講談社） 1977.7
- 『フォックス・ホール - 真夜中にただひとり』（アイバン・サウスオール、評論社） 1977.9
- 『ゆかいなノディー』（エニッド=ブライトン、講談社） 1976 - 1977
- 『バグジー・マローン - ダウンタウン物語』（アラン・パーカー、評論社、児童図書館・文学の部屋） 1977.1
- 『深海の恐竜』（Undersea Fleet、フレデリック・ポール、ジャック・ウィリアムスン、角川文庫） 1978.2
- 『スキャリーおじさんのルック・ブック・シリーズ』（リチャード・スキャリー(Richard Scarry)、集英社） 1979.4
- 『トムくんの絵本』1 - 10（アラン=グレー、講談社） 1979
- 『こんにちはババールいっか』（ローラン・ド・ブリュノフ、講談社、講談社のピクチュアブック） 1979.7
- 『きれいないろってなあに』（アリス&マーチン=プロベンセン、講談社、講談社のピクチュアブック） 1979.9
- 『スポック博士の育児相談』（ベンジャミン・スポック、講談社） 1979.11
- 『バレエシューズ』（ストレットフィールド(Mary Noel Streatfeild)、偕成社、マスコットブックス） 1980.1
- 『スポック博士のしつけ教育 子供の幸せを願う父母に』（ベンジャミン・スポック、講談社、オレンジバックス） 1981.3
- 『アンネの日記 ドラマ』（アンネ=フランク、アルバート&フランセス=G.ハケット脚色、講談社） 1981.5
- 『ふしぎなくるまムクムク』（ジョン・シェリダン、金の星社） 1981
- 『ロビンソン=クルーソー』（デフォー、講談社、世界の名作） 1982.12
- 『トロン エレクトロ戦士トロンの冒険 コンピューター・ゲームSF』（ブリアン・デイリー、講談社） 1982.9
- 『風船をとばせ!』（Let the Balloon Go、アイバン・サウスオール、評論社、児童図書館・文学の部屋） 1982.9
- 『黒馬物語』（アンナ=スウエル、講談社、世界の名作） 1984.2
- 『ジェニーの幸せさがし』（エリザベス・マッキンタイアー(Elisabeth MacIntyre)、集英社文庫コバルトY.A.シリーズ） 1984.9
- 『ロマンス小説の書き方』（ヘレン・S・バーンハート、池田志都雄共訳、講談社） 1984.11
- 『ひとときのヒーロー』（The Once in a While Hero、C・アドラー(Carole S. Adler)、金の星社、文学の扉） 1985.9
- 『サーカスは夜の森で』（ヴィヴィアン・アルコック(Vivien Alcock)、あかね書房、あかね世界の文学シリーズ） 1986.12
- 『ちょきんのすきなぞうさん』（W・ブリッジス(William Bridges)、ポプラ社、ポプラ社の世界どうわの本)  1986.4
- 『にじの森のモーケーとポーキー』（フナイ・マモル、岩崎書店、あたらしい世界の童話） 1986.10
- 『木箱にのった漂流』（アラン・ベイリー(Allan Baillie)、文研出版、文研じゅべにーる） 1986.9
- 『おしゃまな少女の夢みるデート』（H・デービーズ(Hunter Davies)、ポプラ社、ポプラ社文庫) 1987.3
- 『カリフォルニア少年探偵団 - 金庫館の秘密』（ロバート・アーサー(Robert Arthur)、偕成社、スーパーブックス） 1987.7
- 『おしゃまな少女の人生相談』（H・デービーズ、ポプラ社、ポプラ社文庫) 1987.8
- 『カリフォルニア少年探偵団 - もえる目の秘密』（ロバート・アーサー、偕成社、スーパーブックス） 1987.9
- 『トーマスはトラの先生さ』（ロバート・フローマン(Robert Froman)、岩崎書店、あたらしい世界の童話)  1987.11
- 『カリフォルニア少年探偵団 - ちぢむ家の秘密』（W・アーデン(William Arden)、偕成社、スーパーブックス） 1987.6
- 『おしゃまな少女のバレリーナ』（H・デービーズ、ポプラ社文庫) 1988.1
- 『テディ・ベアものがたり 大統領の名前をもらった子ぐまの話』（The First Teddy Bear、ヘレン・ケイ(Helen Kay)、偕成社、わたしのノンフィクション)  1988.10
- 『おさげの少女はすてきなバレリーナ』（S・ハンプシャー(Susan Hampshire)、ポプラ社、ポプラ社文庫)  1988.11
- 『トニーが消えた日』（On My Honor、マリアン・D・バウアー(Marion Dane Bauer)、佑学社） 1989.10
- 『知られたらどうしよう?』（What If They Knew、P・ハーミス(Patricia Hermes)、文研出版、文研じゅべにーる） 1989.4
- 『ディック・トレイシー（英語版）』（A・L・シンガー(A. L. Singer)、講談社、講談社X文庫)  1990.11
- 『カタログ注文できた弟』（ジョイス・マクドナルド(Joyce McDonald)、文研出版、文研じゅべにーる） 1991.6
- 『ぼくたちの宝島』（C・アドラー、金の星社、新・文学の扉)  1991.11
- 『愛犬ボタンはぼくの耳 聴導犬ものがたり』（リンダ・イェトマン(Linda Yeatman)、偕成社） 1991.10
- 『ヒロシマから帰った兄』（Rain of Fire、マリアン・D・バウアー、佑学社） 1992.7
- 『壁のむこうの街』（ha-I bi-Rehov ha-tsiporim、ウリ・オルレブ(Uri Orlev)、偕成社） 1993.3
- 『愛と悲しみの12歳』（I Should Have Listened to Moon、エリザベス・ダイヤーク(Elisabeth Dyjak)、文研出版、文研じゅべにーる） 1994.9
- 『三銃士』（アレクサンドル・デュマ、集英社、子どものための世界文学の森） 1995.3
- 『ねこのパーキンスのおみやげ 目の不自由な子とねこの話』（リンダ・イェトマン、偕成社） 1996.5
- 『クジラの歌がきこえる』（Where the Whales Sing、ビクター・ケラハー(Victor Kelleher)、金の星社、ときめき文学館） 1996.12
- 『魔法の贈りもの 砂の上の小さな恋』（C・アドラー、金の星社、ときめき文学館） 1998.12
- 『運命のオーディション』（スーザン・シュリーブ(Susan Richards Shreve)、文研出版、文研じゅべにーる） 1999.3
- 『テディベアの夜に』（The Cuckoo Sister、ヴィヴィアン・アルコック、金の星社） 2000.12
- 『スープ』（Soup、ロバート・ニュートン・ペック、金の星社、スープ・シリーズ） 2001.12
- 『スープを会長に! 恋の選挙戦』（ロバート・ニュートン・ペック、金の星社、スープ・シリーズ） 2002.9
- 『犬ぞりの少年』（Stone Fox、ジョン・レイノルズ・ガーディナー(John Reynolds Gardiner)、文研出版） 2004.9

### アガサ・クリスティ
- 『恐怖の四巨人』（クリスチー、講談社、少年少女世界探偵小説全集3） 1957
- 『血ぬられた花嫁』（A・クリスティ、ポプラ社、ポプラ社文庫、怪奇・推理シリーズ) 1988.3
  - 「血ぬられた花嫁」「屋根裏の足音」「翼のまねき」「最後の降霊会」「のろいの大釘」
- 『赤い水着の殺人鬼』（A・クリスティ、ポプラ社、ポプラ社文庫、怪奇・推理シリーズ) 1988.7
  - 「赤い水着の殺人鬼」「月光の魔女」「呪いの墓」「まぼろしの貴婦人」「夜歩く人形」
- 『灰色猫の謎』（The Strange Case of Sir Arthur Carmichael、アガサ・クリスティ、ポプラ社、ポプラ社文庫、クリスティ怪奇館1) 1987.5
  - 「灰色猫の謎」「闇夜の呼び声」「幽霊のS.O.S」「青いつぼの秘密」

### モーリス・ルブラン
- 『怪盗ルパン』（モーリス・ルブラン、講談社、世界の名作19） 1965
- 『ルパン対名探偵』（モーリス・ルブラン、偕成社、怪盗ルパン選集9） 1969
- 『水晶の眼』（モーリス・ルブラン、偕成社、怪盗ルパン選集4） 1969
- 『死神屋敷』（モーリス・ルブラン、偕成社、怪盗ルパン選集8） 1970
- 『怪盗ルパン 二十一の宝石』（ルブラン、講談社、名作選怪盗ルパン7)  1972、のち青い鳥文庫
- 『奇怪な古城』（ルブラン、講談社、名作選怪盗ルパン8) 1973
- 『地底の皇帝』（ルブラン、講談社、名作選怪盗ルパン10) 1973、のち青い鳥文庫
- 『怪盗ルパン 真犯人を追え!』（モーリス・ルブラン、講談社、青い鳥文庫） 1995.2
- 『怪盗ルパン 奇岩城』（モーリス・ルブラン、講談社、青い鳥文庫) 1997.9
- 『怪盗ルパン 赤い絹のスカーフ』（モーリス・ルブラン、講談社、青い鳥文庫） 1999.10

### アーサー・コナン・ドイル
- 『踊る人形の秘密』（ドイル、偕成社、名探偵ホームズ17） 1967
- 『まぼろしの王妃』（ドイル、偕成社、名探偵ホームズ20） 1967
- 『恐竜の世界』（コナン・ドイル、岩崎書店、エスエフ世界の名作13） 1967
- 『ボスコム谷の怪事件』（ドイル、講談社、名作選名探偵ホームズ7)  1972
- 『四本指の技師』（ドイル、講談社、名作選名探偵ホームズ8)  1972
- 『恐怖の谷』（ドイル、集英社、名探偵シャーロック・ホームズ7)  1973
- 『黄色い顔』（ドイル、集英社、名探偵シャーロック・ホームズ9)  1973
- 『怪盗ホームズ』（ドイル、集英社、名探偵シャーロック・ホームズ10)  1973
- 『人形文字の秘密』（ドイル、集英社、名探偵シャーロック・ホームズ11)  1973
- 『古城の怪宝』（コナン・ドイル、小学館、名探偵ホームズ全集4） 1973
- 『ねらわれた男』（コナン・ドイル、小学館、名探偵ホームズ全集10） 1973
- 『消えた名選手』（コナン・ドイル、小学館、名探偵ホームズ全集14） 1973
- 『ぶな屋敷の怪事件』（コナン・ドイル、フレーベル館、ミステリー劇場） 1996.12
- 『六つのナポレオン』（コナン・ドイル、フレーベル館、ミステリー劇場） 1997.3
- 『ロスト・ワールド』（コナン・ドイル、岩崎書店、冒険ファンタジー名作選1） 2003.10

### ヘーゼル・タウンスン
- 『ねらわれた王女』（ヘーゼル・タウンスン(Hasel Townson)、フレーベル館、レニーとジェイク)  1985.11
- 『スクールジャック事件』（ヘーゼル・タウンスン、フレーベル館、レニーとジェイク)  1986.1
- 『おばあちゃんをさがせ!』（ヘーゼル・タウンスン、フレーベル館、レニーとジェイク) 1986.2
- 『ゆうれいきっさてん』（ヘーゼル・タウンスン、フレーベル館、レニーとジェイク)  1986.3

## 漫画原作
- 『タップタップのぼうけん』（作画：藤子不二雄）
- 『きえる快速車』（作画：藤子不二雄）
- 『ロケットけんちゃん(小学2年生版のみ)』（作画：藤子不二雄）
- 『少年社長』（作画：笹川ひろし）
- 『少年スピード王』（作画：九里一平）
- 『ゼロバイ』（作画：山崎まさる）
- 『東京Zマン』（作画：桑田次郎）
- 『マッハ三四郎』（作画：九里一平）
- 『ミサイルマン マミー』（作画：一峰大二）
- 『名犬タンタン』（作画：藤子不二雄）
- 『ロケット五郎』（作画：藤子不二雄）
- 『ロボット長島』（作画：貝塚ひろし）